# Carlos Frederico, Duque de Holsácia-Gottorp
Carlos Frederico de Holsácia-Gottorp (em alemão: Karl Friedrich, Herzog zu Holstein-Gottorp) (30 de abril de 1700 – 18 de junho de 1739) foi o filho de Frederico IV de Holsácia-Gottorp e sua esposa Edviges Sofia, filha do rei Carlos XI da Suécia. Tornou-se o duque reinante durante a infância, após a morte de seu pai em 1702. Toda a sua vida foi um legítimo sucessor ao trono da Suécia, como herdeiro de Carlos XII da Suécia.
Casou-se a 21 de maio de 1725 na Igreja da Trindade em São Petersburgo, com a grã-duquesa Ana Petrovna da Rússia, filha do Czar Pedro, o Grande e tiveram um filho, o futuro Czar Pedro III da Rússia.